# Comparsa de Moros Bereberes

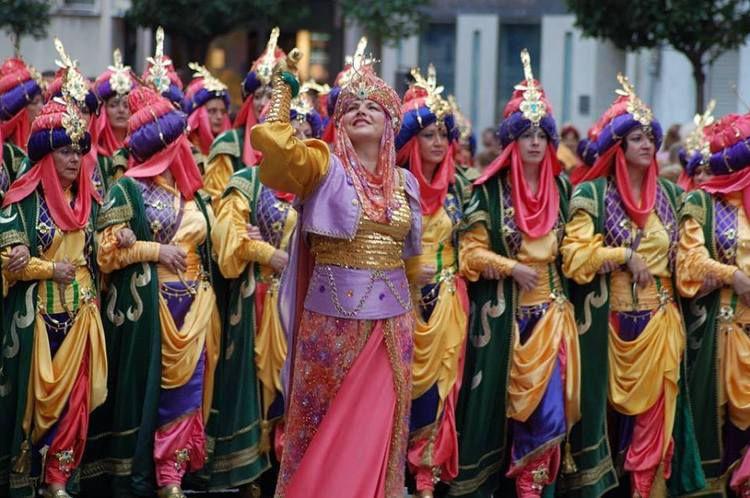
Escuadra femenina de la Comparsa de Moros Bereberes de Villena

Los Moros Bereberes son una de las catorce comparsas que participan en las Fiestas de Moros y Cristianos de la ciudad de Villena (España). 

## Historia
La idea original de crear una nueva comparsa surge en 1955, en un principio se trata de recuperar Los Tercios de Flandes, una antigua comparsa desaparecida en 1932 pero la Comisión de Fiestas lo rechaza, ya que en aquellos momentos se trataba de hacer desaparecer los anacronismos de las Fiestas de Moros y Cristianos, eliminando comparsas como Los Marineros o Los Americanos. No obstante, se les ofrece la posibilidad de crear una comparsa de nuevo cuño dentro del bando moro, que en aquel entonces contaba con seis comparsas frente a las siete que componían el bando cristiano.
Así pues, y ya convertidos en Moros Bereberes, hacen su debut en las fiestas de Moros y Cristianos de Villena el día 5 de septiembre de 1956, el día 19 de agosto ese mismo año había sido bendecida la nueva bandera en la Iglesia de Santiago. Sin embargo tan solo una década más tarde la comparsa deja de desfilar debido a las dificultades para mantenerla activa. En 1967 reaparecen en “La Losilla”, lugar desde el que se da inicio al desfile de “La Entrada”, 22 socios que no se dan por vencidos. En 1968 se estrena el traje nuevo diseñado por Vicente Rodes Amorós, y les es concedida una Mención de Honor por la Comisión de Fiestas.
A partir de la década de 1970, la comparsa se va estabilizando y llega al centenar de socios. Con la incorporación de la mujer a la fiesta en 1988 se llega a alcanzar la cifra de 300 socios. 